# Cono de escape

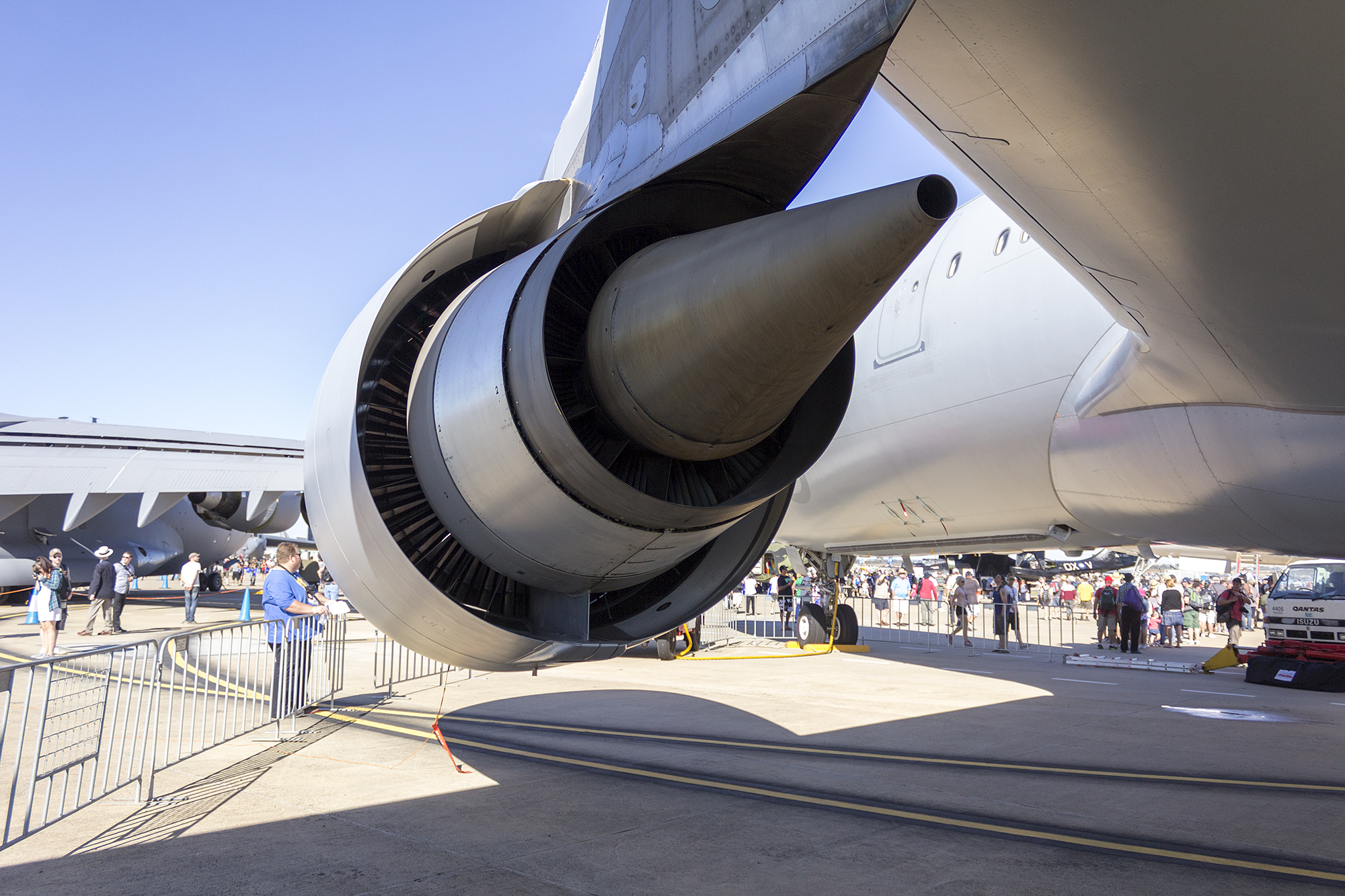
Motor CF6-80E1A3 con cono de escape puntiagudo

Un cono de escape es un dispositivo en forma de cono situado en la parte posterior de los motores de aviación de reacción que sirve para uniformizar la velocidad de los gases de escape que salen del motor. Al principio, todos los conos de escape estaban hechos de metales, pero desde entonces se han desarrollado versiones de compuesto de matriz de cerámica (CMC). En los motores de escape mixto, también sirven para mezclar los gases de escape del núcleo y el aire de la derivación.